# 鎮國將軍
鎮國將軍或鎮國大將軍是中國明、清兩朝時的爵名。在明朝用以授宗室郡王諸子；而在清朝時為宗室封爵的第九級，在不入八分輔國公之下，一等輔國將軍之上。

## 明朝
明朝時，除了郡王長子（嫡長子的封號）外，原則上一律封鎮國將軍（但也有因為是濫妾所生，降等為輔國將軍）。從鎮國將軍開始，不可世襲，諸子皆降一等封將軍或中尉，至奉國中尉則不再降等。
- 鎮國將軍的正妻稱鎮國將軍夫人。鎮國將軍的俸祿為每年1000石（一半本色糧，一半鈔；嘉靖四十四年改為三分本色糧，七分折鈔）。
- 鎮國將軍之子全封輔國將軍[1][2]，女兒稱郡君。郡君的俸祿為每年400石（四分本色，六分折鈔；嘉靖四十四年改為二分本色，八分折鈔）[3]。

除明朝宗室外，以下著名人物曾經受過鎮國將軍封號：
- 沐英：洪武三年（1370年）封。
- 李杰：李淑妃父。
- 張貴

## 清朝
清朝時的鎮國將軍（转写：Gurun be Dalire Janggin）是宗室的一種爵位，其地位次於不入八分輔國公，高於輔國將軍，為不入八分公的一種。